# Acanthermia parca
Acanthermia parca är en fjärilsart som beskrevs av William Schaus 1914. Acanthermia parca ingår i släktet Acanthermia och familjen nattflyn. Inga underarter finns listade i Catalogue of Life.